# Alexandre Sever
Marc Aureli Sever Alexandre (llatí: Marcus Aurelius Severus Alexandrus; Arca Caesarea, Judea, 1 d'octubre del 208 – Moguntiacum, Germània Superior, 18 de març del 235), dit popularment Alexandre Sever, fou el darrer emperador romà (222-235) de la Dinastia Severa. El seu nom original fou probablement Alexandre Bassià (Alexander Bassianus).

## Biografia
El seu pare, Gessi Marcià, va ocupar el lloc de procurador imperial més d'un cop, la seva mare, Júlia Mamea, era la filla de Júlia Mesa i la tieta d'Elagàbal (també anomenat Heliogàbal). El seu nom original era Bassià, però se'l va canviar el 221 quan la seva àvia, Mesa, va persuadir l'emperador Elagàbal d'adoptar-lo com a successor i fer-lo cèsar. L'11 de març de l'any següent, Elagàbal fou assassinat i Alexandre va ser proclamat emperador pels pretorians, i acceptat pel senat.
Aleshores no era més que un noi, amistós i de bona voluntat, però completament dominat per la seva mare, una dona de moltes virtuts, que el va envoltar de consellers sensats, tenia cura del desenvolupament del seu caràcter i endreçava la direcció de la seva administració, però al mateix temps era més gelosa del compte, i va alienar l'exèrcit dels afers públics, mentre que ni ella ni el seu fill eren prou forts per mantenir les regnes de la disciplina militar. Els avalots es van convertir en quelcom freqüent en totes les parts de l'imperi: durant un d'ells el jurista i prefecte pretorià Ulpià va perdre la vida, i un altre va retirar a Cassi Dió el seu poder.
Generalment, però, el regnat d'Alexandre fou pròsper fins que va ser requerit a orient per enfrontar-se a la nova potència militar dels sassànides. Tot i que els sassànides van perdre la guerra, la conducta de l'exèrcit romà evidenciava una gran manca de disciplina. L'emperador va tornar a Roma per celebrar el triomf (233), però l'any següent, quan es va enfrontar amb els invasors germànics de la Gàl·lia, que havien travessat la frontera del Rin per diversos llocs, Alexandre va acabar intentant subornar les tribus germàniques per tal de guanyar temps. Fos o no una decisió sensata, va fer que els legionaris menyspreessin la conducta poc pròpia d'un guerrer que havia mostrat l'emperador. Herodià escrigué que «segons ells, Alexandre no mostrava cap intenció honorable de seguir el curs de la guerra, i preferia una vida de tranquil·litat, en lloc d'haver prosseguit i castigat els germànics per la seva insolència inicial». Aquestes circumstànciques varen portar l'exèrcit a voler un nou líder, que veieren en Gaius Iulius Verus Maximinus, un soldat traci que havia aconseguit pujar en l'escala de poder dins l'exèrcit començant des de baix de tot. Un cop aclamat Maximí emperador, Alexandre fou assassinat el 18 o 19 de març de 235, juntament amb sa mare, durant l'amotinament de la Legió XXII Primigènia.
Acolius va escriure sobre la seva vida.

## Llegat
Alexandre va ser l'últim dels emperadors siriacs. Sota la influència de la seva mare, va fer molt per millorar la moral i la condició del poble. Els seus consellers eren homes selectes com el famós jurista Ulpià, l'historiador Cassi Dió i 16 senadors; va instaurar un concili de 14 assistents per al prefecte urbà a l'hora d'administrar els catorze districtes de Roma. El luxe i l'extravagància que abans havien estat prevalents en la cort imperial gairebé van desaparèixer, el valor de la moneda va pujar, els imposts varen baixar, la literatura, l'art i la ciència eren matèries que es potenciaven, i es van crear oficines bancàries per poder prestar diners amb un interés moderat.
Pel que fa a la qüestió religiosa, Alexandre posseïa una mentalitat oberta. En la seva capella privada hi havia busts d'Orfeu, d'Abraham, del filòsof romà Apol·loni de Tíana i de Jesús. S'ha dit que volia erigir un temple dedicat al fundador del cristianisme, però que els sacerdots pagans el van dissuadir de fer-ho. No hi ha dubte que si les excel·lents qualitats d'Alexandre haguessin estat acompanyades de l'energia i la força de voluntat necessària per al govern d'un imperi militar, hauria trobat més acollida en el si de la legió i hagués estat un dels millors emperadors de Roma.
El regnat d'Alexandre Sever representà el darrer intent de govern civil de l'imperi Romà. A partir de la seva mort s'imposà la dominació militar. La seva mort també marcà l'inici d'un llarg període d'anarquia: En els següents 50 anys regnaren 26 emperadors i molts d'altres aspiraren al tron. De tots ells, solament un no va morir de manera violenta.